# Matěj Korambus
Mistr Matěj Korambus (Matyáš Koramba, německy Mathias Corambus, latinsky Mathias Chorambius); (2. pol. 15. století – 2. července 1536) byl český kněz, opat Emauzského kláštera, duchovní spisovatel, pražský administrátor podobojí, v letech 1517–1520 představitel utrakvistické církve v Čechách a rektor Karlovy univerzity v letech 1526–1527.

## Život
Mistr Matěj z Třebče příjmením Korambus se stal roku 1499 bakalářem. Od roku 1517 byl ustanoven městským děkanem v Litoměřicích. V té době byly Litoměřice výrazně utrakvistickým městem. Nicméně když se mezi Litoměřicemi a proboštem litoměřické kapituly Janem Žákem rozhořel spor, že Žák finančně podporuje nepřátele města tedy stranu katolickou, Korambus, který se klonil k utrakvismu, se nabídl jako rozhodčí soudu. Jeho pokus byl však neúspěšný a obě sporné strany se obrátily k zemským úřadům a rozhodčím.
Po smrti utrakvistického administrátora podobojí Pavla ze Žatce byl třemi stavy pod obojí způsobou přijímajících, pro svou utrakvisticko pravověrnost, v pátek před svátkem sv. Antonína ustanoven za jeho nástupce. Protože dosud nebyl univerzitní mistrem, uznal za slušné podrobit se zkoušce a v roce 1518 dosáhl hodnosti Mistra. Stává se také opatem kláštera „Na Slovanech“.
Od roku 1523 se stává farářem strany podobojí v Praze u sv. Haštala. V disputacích na příkladu sv. Cyrila a Metoděje v roce 1525 nadále tvrdě hájí myšlenku utraque.
V letech 1526-1527 byl Korambus rektorem Karlovy univerzity (Obecného učení Pražského).

Svou funkci administrátora podobojí vykonával do roku 1520, kdy jej nahradil, v otázce utrakvistické pravověrnosti povolnější, Václav Šišmánek. Rovněž Korambův nástupce na litoměřickém děkanství Havel Cahera se stal později, roku 1523, utrakvistickým administrátorem podobojí.